# Ronald Julião
Ronald Julião, född 16 juni 1985, är en friidrottare från Brasilien. Han deltog vid olympiska sommarspelen 2012.